# نیروی هوایی جمهوری آفریقای مرکزی
نیروی هوایی جمهوری آفریقای مرکزی (فرانسوی: Force Aérienne Centrafricaine‎)، شاخه رزم هوایی نیروهای مسلح جمهوری آفریقای مرکزی است. این واحد از سال ۲۰۱۷ شاخه ای از نیروی زمینی بوده است.[.
بر اساس گزارش‌ها، نیروی هوایی به دلیل عدم امکان سرویس دهی هواگردهایش تقریباً غیرفعال است. سابقاً جنگنده‌های داسو میراژ اف۱ نیروی هوایی فرانسه به‌طور منظم در مناطق آشفته کشور گشت زنی کرده و در درگیری‌های مستقیم نیز شرکت می‌کردند.بر اساس برخی منابع، رئیس‌جمهور سابق
فرانسوا بوزیزه از درآمدی که از امتیاز معدن در باکوما کسب کرده بود برای تأمین مالی خرید دو فروند هلیکوپتر قدیمی میل می-۸ از اوکراین و یک فروند لاکهید سی-۱۳۰ هرکولس، ساخته شده در دهه ۱۹۵۰، از ایالات متحده استفاده نمود.به غیر از این نیروی هوایی چندین هواپیمای سبک، از جمله یک هلیکوپتر را در اختیار داشت. در اوایل ژانویه ۲۰۲۴ گزارش شده است که بین ۶ تا ۸ فروند جت آموزشی ال-۳۹ که سابقاً در خدمت نیروی هوایی روسیه بودند، به دولت جمهوری آفریقای مرکزی اهدا یا تحویل داده شده است.احتمالاً هواپیماهای مذکور در نقش تهاجمی و همچنین توسط نیروهای واگنر حاضر در آفریقای مرکزی مورد استفاده قرار خواهند گرفت.

## هواگردها

### ناوگان فعلی
| هواگرد     | مبدا ساخت | ماموریت          | گونه   | تعداد در حال خدمت | توضیحات |        |
| آموزشی     | آموزشی    | آموزشی           | آموزشی | آموزشی            | آموزشی  | آموزشی |
| ---------- | --------- | ---------------- | ------ | ----------------- | ------- | ------ |
| آئرو ال-۳۹ | جمهوری چک | آموزش‌های مقدماتی |        | ۶–۸               |         |        |